# Werner Lihsa
Werner Lihsa (* 3. Juni 1943) ist ein ehemaliger deutscher Fußballspieler. In der höchsten Spielklasse des DDR-Fußballs, der Oberliga, spielte er für den BFC Dynamo. Der Torhüter stand einmal in der DDR-A-Nationalmannschaft zwischen den Pfosten.

## Sportliche Laufbahn

### Gemeinschafts- und Clubstationen
Sein Vater Richard infizierte den jungen Werner für den Fußballsport. Zunächst spielte er ab 1953 bei der Betriebssportgemeinschaft Traktor aus Höhnstedt. Später wechselte er zu den Junioren des SC Chemie Halle und dann zur Dynamo Eisleben.
Lihsa kam im Juli 1966 aus Eisleben zum BFC Dynamo. Beim Fußballclub der Sportvereinigung Dynamo war er zunächst für die Reserve vorgesehen, bahnte sich aber später in den Weg der 1. Mannschaft, die 1967/68 den sofortigen Wiederaufstieg aus der zweitklassigen Liga ins Oberhaus des DDR-Fußballs schaffte. Mit zwei Einsätzen war der Anteil des 1,79 großen gelernten Schlossers hinter Stammkeeper Jürgen Bräunlich noch gering.
Lihsa entwickelte sich zu Beginn der 1970er-Jahre zu einem der besten Torhüter Ostdeutschlands und erreichte mit den Ost-Berlinern 1971 das FDGB-Pokalfinale, das jedoch gegen die SG Dynamo Dresden verloren. Da die Sachsen als DDR-Meister jedoch im Europapokal der Landesmeister antraten, spielte der BFC im Europapokal der Pokalsieger. Dort verlor der Ost-Berliner Fußballclub im Wettbewerb 1971/72 kein Spiel, schied aber trotzdem im Halbfinale nach Elfmeterschießen gegen Dynamo Moskau aus. Tragischer Held dieses Spieles war Werner Lihsa. In den vorhergehenden Runden hatte er mit seinen Paraden einen gewichtigen Anteil am Erfolg des Ost-Berliner Teams. In der Vorschlussrunde gegen Moskau beging er aber einen Fehler beim Herauslaufen, der zum Ausgleich für das sowjetische Team und damit zum letztendlich verlorenen Elfmeterschießen führte.
In den Spielzeiten 1973/74 und 1974/75 ging der Stammplatz Lihsas, zu diesem Zeitpunkt als Student an der Fachschule des MdI geführt, schrittweise verloren. 1975 wurde zunächst im Saisonvorschauheft von fuwo und Sportecho das Ende seiner leistungssportlichen Laufbahn vermeldet. Andere Quellen schreiben später von einem Fortsetzen der Karriere bei der SG Dynamo Süd Berlin. Insgesamt bestritt Lihsa 112 Punktspiele, davon 110 in der Oberliga, für den BFC Dynamo.

### Auswahleinsätze
In der DDR-A-Nationalmannschaft kam Lihsa trotz seiner guten Leistungen im Oberligaalltag nie am Weltklassetorhüter Jürgen Croy vorbei. Am 1. November 1972 kam er beim 3:1 gegen die Tschechoslowakei zu seinem einzigen Länderspieleinsatz. Anstelle der verletzten Croy und Dieter Schneider waren neben dem BFC-Torsteher die beiden Jenaer Wolfgang Blochwitz und Hans-Ulrich Grapenthin für das Freundschaftsspiel in Bratislava von Auswahlcoach Georg Buschner nominiert worden. Am Ende stand der Debütant die 90 Minuten im DDR-Tor und dies mit guten Kritiken: „Ein hundertprozentiger Croy-Ersatz“, meinte Buschner berechtigt. Lihsa legte den Grundstein für den schönen Erfolg.

## Weiterer Werdegang
Später arbeitete er als Übungsleiter von Dynamo Königs Wusterhausen und als Platzwart im Sportforum Hohenschönhausen, der Heimstätte des BFC Dynamo. Probleme mit dem Alkohol verdunkelten später seinen Lebensweg. Im April 2004 tötete Lihsa seine zweite Ehefrau, indem er ihr mit einer Sektflasche auf den Kopf schlug und sie anschließend erwürgte. Wenig später wurde Lihsa vom Berliner Landgericht zu sieben Jahren Haft verurteilt. Das Gericht ging dabei von Totschlag in einem minderschweren Fall aus, da Lihsa zum Zeitpunkt der Tat unter erheblichen Alkoholeinfluss stand.

## Trivia
Sein Sohn Henryk hütete Ende der 1980er-Jahre ebenfalls in der DDR-Oberliga das Tor eines Ost-Berliner Clubs.